# NGC 5344
NGC 5344 في الفهرس العام الجديد، هي مجرة، تقع في كوكبة الدب الأصغر. اكتشفت في 6 مايو 1886 بواسطة لويس سويفت.

## روابط خارجية
- NGC 5344 على موقع ويكي سكاي: DSS2, SDSS, GALEX, IRAS, Hydrogen α, X-Ray, Astrophoto, Sky Map, Articles and images